# Etruskische neushoorn
De Etruskische neushoorn (Stephanorhinus etruscus) is een uitgestorven neushoorn uit Europa. Vanaf zo'n twee miljoen tot 800.000 jaar geleden kwam het dier ook in Nederland voor, alwaar hij op de savanne leefde.

## Levenswijze
Door het laagkronige gebit, de horizontale stand van de kop en de vorm van de schedel kan men afleiden dat de Etruskische neushoorn een bladeter was. Ongeveer zoals de zwarte neushoorn (Diceros bicornis).

## Verspreiding
Van dit dier zijn fossielen gevonden in Nederland, Frankrijk, Spanje en Georgië.